# Thanh Vy
Thanh Vy (sinh ngày 2 tháng 3 năm 1947) là nữ nghệ sĩ cải lương và diễn viên truyền hình người Việt Nam. Bà được phong tặng danh hiệu Nghệ sĩ ưu tú (1984) và Nghệ sĩ nhân dân (2019).

## Tiểu sử
Thanh Vy tên đầy đủ là Trần Thị Thanh Vy, sinh năm 1947 tại Hà Nội. Bà là con của nhạc sĩ Trần Vân và diễn viên hài Vân Quý. Chị gái bà là Nghệ sĩ ưu tú Thanh Dậu, vợ của nhà giáo ưu tú Mạnh Dung, ba người em trai bà là các nhạc sĩ: Trần Hồng, Văn Hai và Văn Môn.

## Sự nghiệp
Bà bắt đầu hoạt động nghệ thuật từ năm 11 tuổi, tại trường Trung cấp Nghệ thuật Hà Nội, khoa Ca kịch dân tộc. Sau này, Thanh Vy trở thành một trong những diễn viên cải lương nổi bật ở khu vực Bắc Bộ.
Năm 1963, Thanh Vy tham gia Đoàn Cải lương Nam Bộ. Bà từng đi lưu diễn qua các nước Pháp, Bulgaria, Hungary, Tiệp Khắc... Trong 6 năm liên tiếp, bà đạt danh hiệu Chiến sĩ Thi đua tại Nhà hát Trần Hữu Trang. Bà và Lê Thiện là 2 nghệ sĩ cải lương văn công cách mạng được vinh dự vào Phủ Chủ tịch diện kiến Chủ tịch Hồ Chí Minh vào ngày 2/9/1956.

## Đời tư
Thanh Vy kết hôn với soạn giả Hùng Tấn năm 1971. Họ có một trai là nhạc sĩ Thanh Lâm - thành viên nhóm nhạc Tiết Tấu Mới, từng đạt giải nhất Liên hoan các ban nhạc trẻ toàn quốc năm 2003.

## Phim đã tham gia

### Truyền hình
| Năm  | Tựa đề                  | Vai diễn          | Ghi chú |
| ---- | ----------------------- | ----------------- | ------- |
| 1996 | Người đẹp Tây Đô        | Bà Lý             |         |
| 1997 | Đất phương Nam          | Mẹ An             |         |
| 1997 | Thương hoài ngàn năm    | Nghệ sĩ Bảo Trân  |         |
| 1998 | Con nhà nghèo           | Bà cai Hiếu       |         |
| 2004 | Ngọn nến Hoàng cung     | Bà Sợi            |         |
| 2004 | Dốc tình                | Mẹ Thùy           |         |
| 2005 | Vòng xoáy tình yêu      | Bà Cúc            |         |
| 2005 | Kính vạn hoa (phần 1)   | Bà Sáu            |         |
| 2007 | Miền đất phúc           | Bà Diệp           |         |
| 2007 | Đường về nhà            | Mẹ Ân             |         |
| 2007 | Ván cờ tình yêu         | Bà Tâm            |         |
| 2009 | Áo cưới thiên đường     | Bà Ngọc           |         |
| 2009 | Những khoảng trời riêng |                   |         |
| 2009 | Mùa hè sôi động         | Bà Ngoại Ngọc Chi |         |
| 2010 | Hoa xương rồng          | Mẹ Lũ             |         |
| 2010 | Mày râu làm vợ          | Mẹ Bách           |         |
| 2011 | Nước rút                | Bà Linh           |         |
| 2012 | Tiểu thư vào bếp        | Bà Nội Thiên Kim  |         |
| 2012 | Câu chuyện cuối mùa thu |                   |         |
| 2012 | Hoa nắng                | Bà Du             |         |
| 2012 | Đôi cánh đồng tiền      | Bà Minh           |         |
| 2012 | Cá Rô, em yêu anh!      | Bà Nhàn           |         |
| 2014 | Rau muống tháng 9       | Bà Xuân           |         |
| 2015 | Chuyện nhà mình         | Bà Thuỷ           |         |
| 2016 | Người giúp việc         | Bà Đức            |         |
| 2017 | Lẩn khuất một tên người | Bà Mai            |         |

### Điện ảnh
| Năm  | Tựa đề                | Vai diễn    | Hình thức     | Ghi chú |
| ---- | --------------------- | ----------- | ------------- | ------- |
| 1990 | Cô thủ môn tội nghiệp | Má của Công | Video         |         |
| 2006 | Áo lụa Hà Đông        | Bà Hiền     | Phim điện ảnh |         |
| 2008 | Trăng nơi đáy giếng   |             | Phim điện ảnh |         |

### Sân khấu
Bà đã từng đóng cặp rất ăn ý với cố nghệ sĩ Phương Quang trong vở cải lương Nàng Xê-đa (vai Xê-đa), đây cũng là vai diễn nổi tiếng nhất của bà.
Và nhiều vai diễn khác...

## Danh hiệu
Bà được phong tặng danh hiệu Nghệ sĩ ưu tú ngay vào đợt đầu (1984) và danh hiệu Nghệ sĩ nhân dân (2019).